# Reintroducción del oso en el Trentino
La reintroducción del oso en el Trentino es un proyecto de reintroducción de la especie Ursus arctos arctos en la región italiana de Trento.

## Introducción
El oso pardo ha vuelto a los Alpes italianos gracias al proyecto de reintroducción más importante de una especie realizado en Europa. El Life Ursus tutela económicamente la población de oso pardo del Brenta. El proyecto fue planteado por el Parque Adamello Brenta en colaboración con la Provincia Autónoma de Trento (PAT) y con el asesoramiento del "Instituto Nazionale per la Fauna Selvática" (INFS).
Se llegó a la conclusión de la necesidad de una reintroducción al constatarse que no existía ninguna hembra en la población residual situada en los Alpes Italianos gracias a análisis genéticos de excrementos y pelos. Estos análisis constataron la existencia de solamente tres machos y la posible existencia de un cuarto.

## Elección del origen
Se eligió para la reintroducción osos de la subespecie de oso pardo ursus arctos arctos u oso pardo europeo. Concretamente se eligieron osos del refugio balcánico establecido en la Glaciación de Würm perteneciente a su vez a la línea genética occidental. Finalmente se optó por Eslovenia como país de origen por semejanzas del hábitat y facilidad de extracción de individuos ya que cuenta con una población de osos en alza, no como otras poblaciones del refugio balcánico como puede ser la que habita en los Abruzzos en un reducto de los Apeninos en Italia. En esta zona se ha logrado identificar genéticamente a 56 osos que aunque no corresponden con la población total (unos 80) sí que dan muestra de su escaso número. Además los animales a reintroducir se extraen del cupo de osos destinado por Eslovenia a la caza por lo que se les “indulta” por así decirlo.

## Estatus de la población

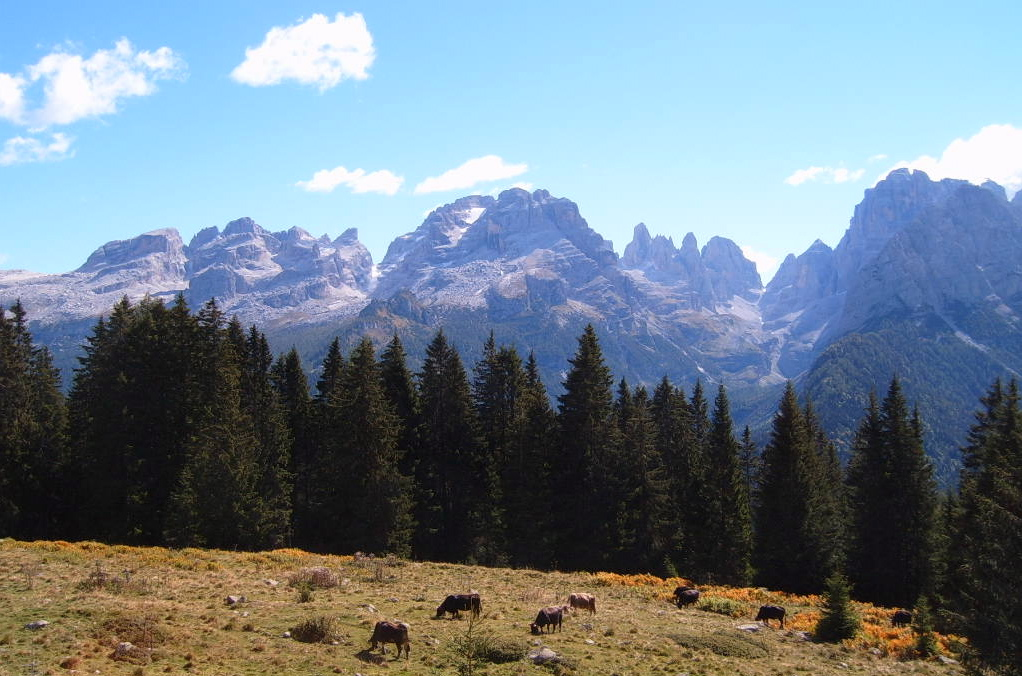
Los Dolomitas de Brenta.

Para identificar a las crías nacidas en el Trentino se las asignó la inicial de la madre seguida de la del padre y un número que corresponde al orden en el que nacieron.
En 2002 se encontraron los restos de un macho autóctono viejo. El mismo paradero es de esperar para los otros dos machos de la población original ya que desde 1989 no se han dado reproducciones hasta la llegada de las hembras eslovenas, por lo que en 2002 habría muerto el último oso autóctono del Trentino. Tampoco se ha detectado la reproducción entre los machos autóctonos y las hembras reintroducidas. De todas maneras hay ejemplares que la genética todavía no ha identificado y ejemplares que se han desplazado a otras zonas así que el número de osos total rondaría los 23 ejemplares ya que ese ha sido el número de animales identificados genéticamente.

## Osos liberados
La relación de osos liberados es la siguientye:
|           | Edad de suelta | kg | Año de reintroducción |
| ♂ Masun : | 4-5            | 99 | 1999                  |

- No se tienen noticias de él desde 2001

|           | Edad de suelta | kg | Año de reintroducción |
| ♀ Kirka : | 3              | 55 | 1999                  |

- No se tienen noticias de ella desde 2004

|           | Edad de suelta | kg  | Año de reintroducción |
| ♀ Daniza: | 4-5            | 100 | 2000                  |

|         | Edad de suelta | kg  | Año de reintroducción |
| ♂ Joze: | 5-6            | 140 | 2000                  |

- En 2006 está bien

|         | Edad de suelta | kg  | Año de reintroducción |
| ♀ Irma: | 5-6            | 113 | 2000                  |

- Muere en una avalancha en mayo de 2001

|          | Edad de suelta | kg | Año de reintroducción |
| ♀ Jurka: | 4              | 90 | 2001                  |

- La noche del 22 al 23 de agosto de 2006 es capturada para instalarle un emisor
- El 28 de junio de 2007 a las 21 horas es capturada con teleanestesico para que viva indefinidamente en cautividad por tener un comportamiento anómalo; acercarse a asentamiento humanos hasta el punto de atravesar sus calles y atacar de forma desmedida al ganado. Además su prole aprendía de ella su comportamiento y lo repetía.

|         | Edad de suelta | kg | Año de reintroducción |
| ♀ Vida: | 3-4            | 70 | 2001                  |

- Atropellada en 2001 y soltada sin consecuencias
- Se fue a Austria y no se tiene noticias de ella desde 2002

|           | Edad de suelta | kg  | Año de reintroducción |
| ♂ Gasper: | 3              | 105 | 2002                  |

- En 2007 está bien

|           | Edad de suelta | kg | Año de reintroducción |
| ♀ Brenta: | 3              | 70 | 2002                  |

- Es hallada muerta en julio de 2006 a consecuencia de una avalancha en el Valle de Tobel.

|         | Edad de suelta | kg | Año de reintroducción |
| ♀ Maja: | 5-6            | 86 | 2002                  |

- No ha sido localizada por análisis genéticos ni en 2007 ni 2006.

## Descendencia

### Kirka
- Camada 2002 con Joze: ♀ KJ1 (Spor) y ♀ KJ2 (Ghez)

#### Spor (KJ1)
- Camada 2006 con Gaspar: ♀ KJ1G1

#### Ghez (KJ2)
- Camada 2006 con Gaspar: ♀ KJ2G1 y ♂ KJ2G2 (en 2008 en Vallarsa y en Altopiano de Asiago 7 Comuni)

### Daniza
- Camada 2004 con Joze: ♀ DJ1 (viva en 2007), ♂ DJ2 (vivo en 2005) y DJ3♀ (En noviembre de 2005 es atropellada por una moto pero sale ilesa, viva en 2007)
- Camada 2006 con Gasper: ♂ DG1 (encontrado muerto en junio de 2006), ♂ DG2 y ♀ DG3 (En 2006 son observados en compañía de su madre)
- Camada 2008: tres osezn@s

#### DJ3
- Camada 2007 con Gasper: ♀ DJ3G1 y otro osezno no identificado genéticamente por ahora[2] que se localizan con su madre en la zona del Valle del Chiese en el municipio de Roncone

#### DJ1
- Camada 2007 con Gasper: ♂ DJ1G1

### Jurka
- Camada 2004 con Joze: ♂ JJ1 (Bruno, matado legalmente en Baviera en 2006) y ♂ JJ2 (de nombre Lumpaz, se localizo en verano de 2005 en Suiza y sería así el primer oso localizado en este país desde el año 1923[3] y en Austria donde pudo ser matado ilegalmente)
- Camada 2006 con Joze: ♂ JJ3(en 2007 es equipado en Suiza con un emisor tradicional y por satélite tras la captura de su madre Jurka por compartir el comportamiento anómalo de ella y para llevar a cabo medidas disuasorias),[4]♀ JJ4 (en 2006 acompaña a su madre), y JJ5 ♂ (en el valle de Camonica en 2007 y en el 2008 en la provincia de Bérgamo)

### Brenta
- Camada 2003 o 2004 con Joze: ♂ BJ1 (en 2006 está vivo/a)
- ¿Camada 2005 con Gaspar: ♀ BG1?

### Maja
- Camada 2003 tiene con Joze: ♂ MJ1 (depredado por un águila en 2003) y MJ2 ♀ (viva en 2006)
- Camada 2005 tiene con Joze: ♀ MJ3 (viva en 2005), ♂ MJ4 (vivo en 2007 ya que es localizado en Suiza y en 2008 en la región de Bolzano)[5] y ♀ MJ5 (viva en 2006)

#### MJ2
- Camada 2006 tiene con ¿?: un ♂ y un osezn@ de sexo indeterminado[6]

Otra osa estaría acompañada de un osezno nacido en 2008, pero por el momento no se sabe su identidad ni su sexo.
En resumen, entre 28-27 oseznos nacieron en el Trentino. De los que dos se sabe que murieron por causas naturales otro cazado en Baviera y su hermano probablemente haya corrido la misma suerte. 23-24 oseznos de los nacidos en el Trentino habrían salido adelante por tanto. Es importante anotar que todos los oseznos nacidos del 2002 al 2005 tienen el mismo padre; José. Pero en 2006, sólo la camada de Jurka tiene a José como padre que se sepa y otra no se ha determinado todavía. En las demás el progenitor se trataría de Gasper. 

## Actualidad a principios del 2008
- Solo coninua activo durante el invierno el oso subadulto KJ2G2
- Por segundo año no se localiza a: DJ2, JJ2, MJ3 y Maja
- Se identifican genéticamente 23 osos, de los que solo 17-18 permanecen en Trentino. 10 son machos 12 hembras y uno no se ha determinado.
- Se constata la supervivencia de los oseznos de Jurka: JJ3 (en Suiza), JJ5 (en el Val Camonica, Brescia) y JJ4 en el Valle de Génova.
- Oros machos jóvenes han salido de la zona: MJ4 (Suiza), otros dos en el Alto Adige y sur del Tirol; DG2 y MJ5, y otro se encuentra en Verona; KJ2G2
- KJ2G2 está localizado en Altopiano de Asiago 7 Comuni (Vicenza). Avistado 21 april 2009.
- La población de Trentino ocupa 5.000 km cuadrdados aunque las hembras se restringen a unos 1100 km cuadrados.
- Por rango de edad: 9 adultos (7 machos y dos hembras) 11 subadultos (4 hembras y 7 machos) y tres oseznos (un macho, una hembra y uno no determinado)
- Desde la reintroduccion han muerto cuatro machos, una hembra permanece en cautiverio y 7 no han podido ser localizados lo que correspondería al 33% de la hipotética población, lo cual es significativo, pero normal en una población de osos pardos.